# 岩手村 (岐阜県)
岩手村（いわでむら）は、かつて岐阜県不破郡に存在した村である。
現在の垂井町の西部に該当する（一部は関ケ原町）。
戦国時代の武将竹中重治の出生地であり、竹中氏ゆかりの地である。

## 沿革
- 江戸時代、旗本竹中氏領のほか、尾張藩領、天領の混在地であった。
- 1897年（明治30年）4月1日 - 旧来の岩手村、大石村、及び相川村の一部（伊吹）が合併し発足。
- 1954年（昭和29年） - 分割合併により廃止。
  - 9月1日 - 村域の一部（大高。現・関ケ原町大高）が関ケ原町、玉村、今須村と合併し、改めて関ケ原町となる。
  - 9月10日 - 残部が垂井町、府中村、宮代村、表佐村と合併し、改めて垂井町となる。

## 交通機関
- 東海道本線
  - 新垂井駅[2]

## 学校
- 岩手村立岩手小学校（現・垂井町立岩手小学校）
- 岩手村立岩手中学校

## 名所
- 竹中氏陣屋
- 伊富岐神社
- 菩提山城跡